# Grępno

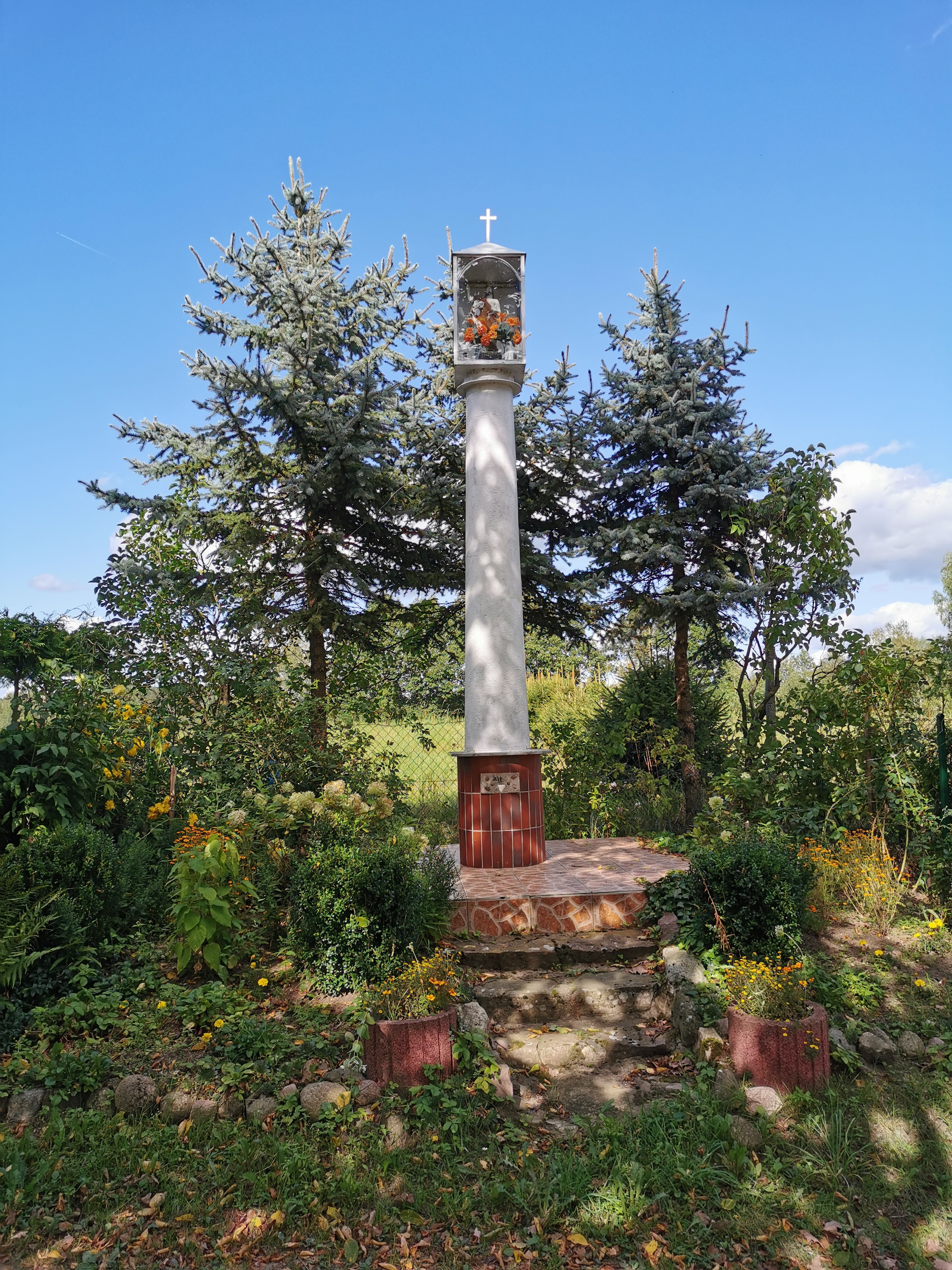
Przydrożna kapliczka w Grępnie

Grępno (kaszb. Grãpno) – część wsi Podgórze w Polsce,  położona w województwie pomorskim, w powiecie bytowskim, w gminie Kołczygłowy, na północnym i południowym brzegu Jeziora Czarnego Wielkiego.
W latach 1975–1998 Grępno administracyjnie należało do województwa słupskiego.